# Piatijatki (Dnipropetrovsk)
Piatijatki (en ucraniano: Пятихатки, romanizado: Piatyjatky, lit. 'cinco casas') es una ciudad ucraniana perteneciente al óblast de Dnipropetrovsk. Situada en el centro del país, es parte del raión de Kamianské y centro del municipio (hromada) homónimo.

## Toponimia
El nombre del lugar en ruso es Piatijatki (en ruso: Пятихатки).

## Geografía
Piatijatki está situada a 94 kilómetros al oeste de Dnipró. 

## Historia
Piatykhatky se fundó en 1886 alrededor de una nueva estación de ferrocarril, donde se construyeron cinco casas, que dan nombre a la localidad. En 1923, la localidad se convirtió en el centro de un raión y en 1938 obtuvo el título de ciudad.
Durante la Segunda Guerra Mundial, la ciudad fue ocupada por la Wehrmacht el 13 de agosto de 1941 y se convirtió en la capital del área del distrito de Piatijatka dentro del distrito general de Dniepropetrovsk en el Comisariado Imperial de Ucrania. Como nudo ferroviario estratégico, la ciudad era importante para el abastecimiento de la Wehrmacht. La ciudad fue reconquistada por las tropas del Ejército Rojo el 19 de octubre de 1943.
Piatijatki fue centro del raión de Piatijatki hasta 2020, año en el que se hizo una reforma administrativa que redujo el número de raiones del óblast de Dnipropetrovsk a siete, y la ciudad pasó a ser parte del raión de Kamianské.

## Demografía
La evolución de la población de Piatijatki entre 1923 y 2022 fue la siguiente:
| 4777                                                          | 5703 | 12 775 | 21 359 | 20 329 | 20 932 | 21 135 | 20 563 | 19 666 | 18 944 | 18 140 |
| (Fuente: Cities & Towns of Ukraine y UKRAINE: Größere Städte) |      |        |        |        |        |        |        |        |        |        |

Según el censo de 2001, el 90,28% de la población son ucranianos y el 7,23% son rusos. En cuanto al idioma, la lengua materna de la mayoría de los habitantes, el 90,54%, es el ucraniano; del 8% es el ruso.

## Infraestructura

### Transporte
Piatijatki es un nudo ferroviario de importancia, con trenes hacia Kiev, Dnipró o Donetsk. La ciudad está situada en la autopista M 04/E 50.

## Galería

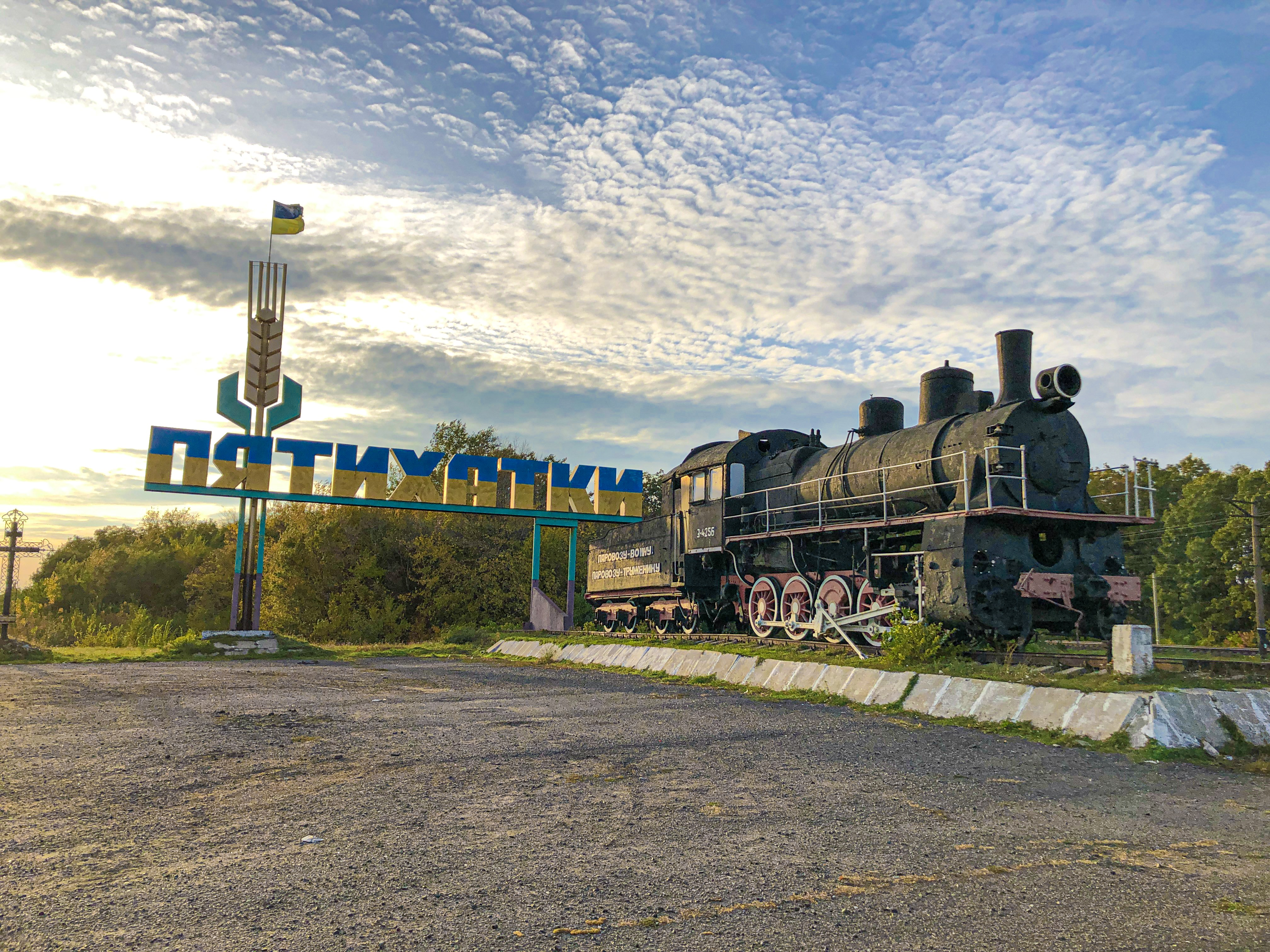
Entrada a la ciudad
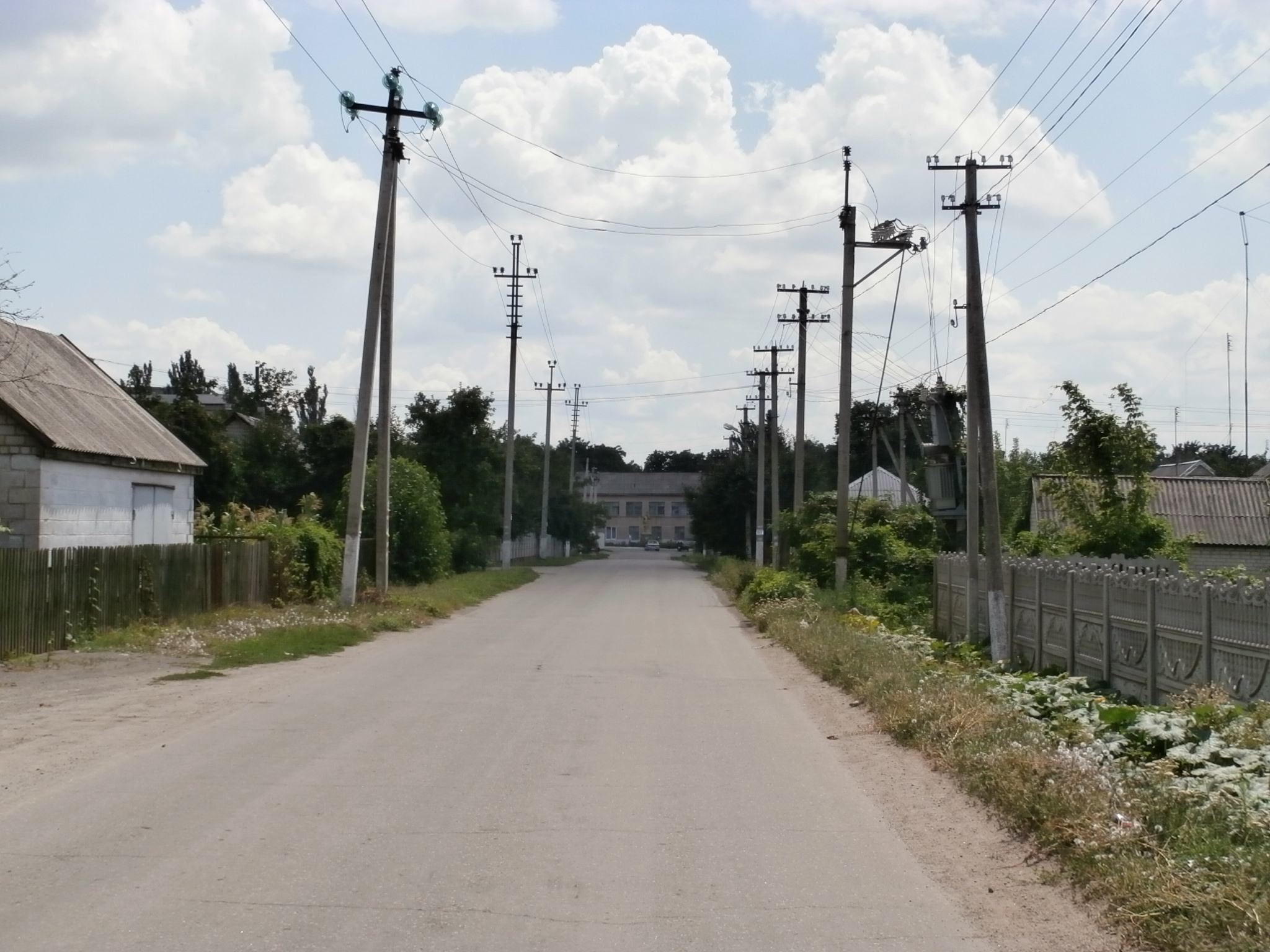
Calle en Piatijatki
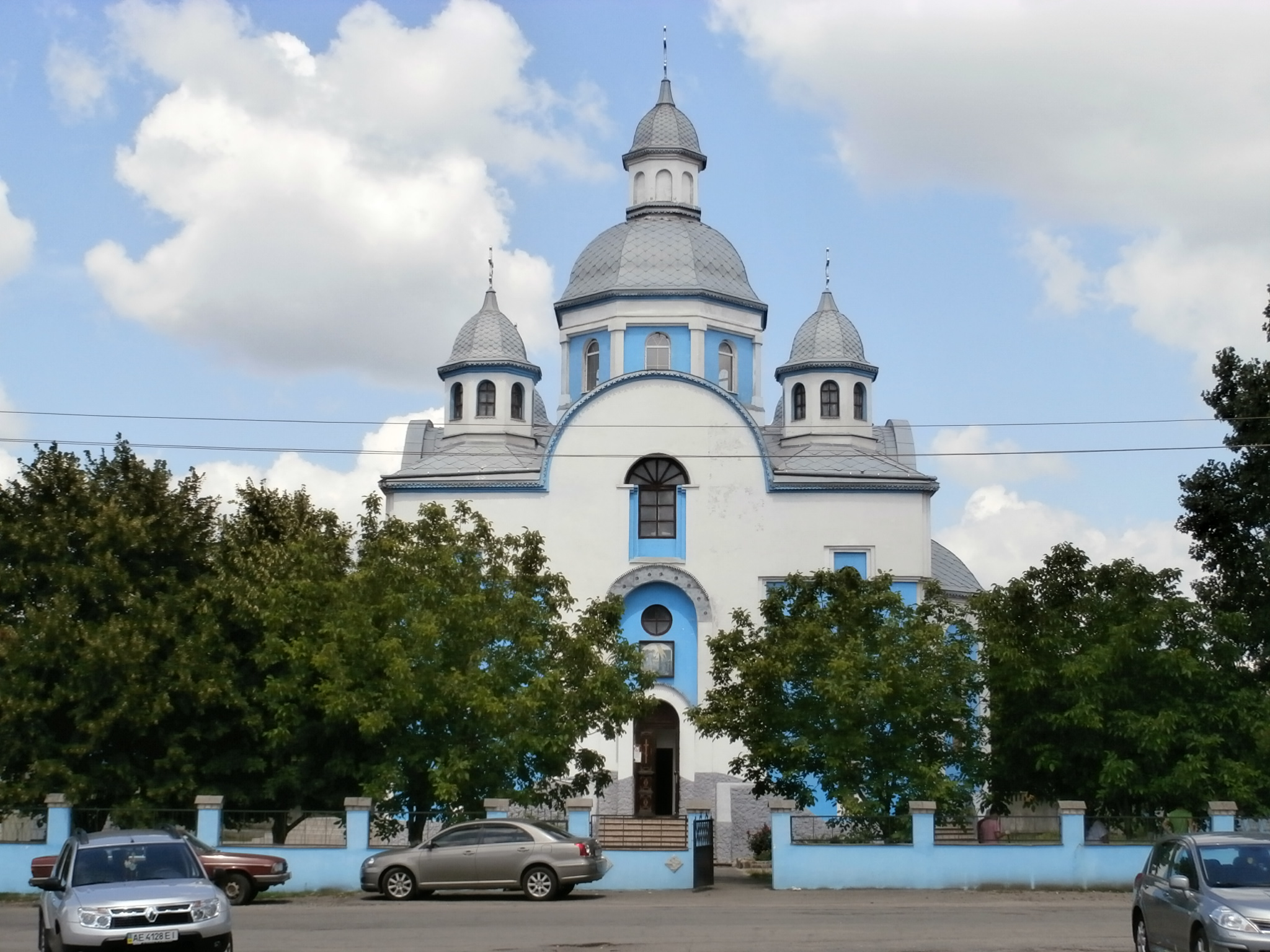
Iglesia de Piatijatki
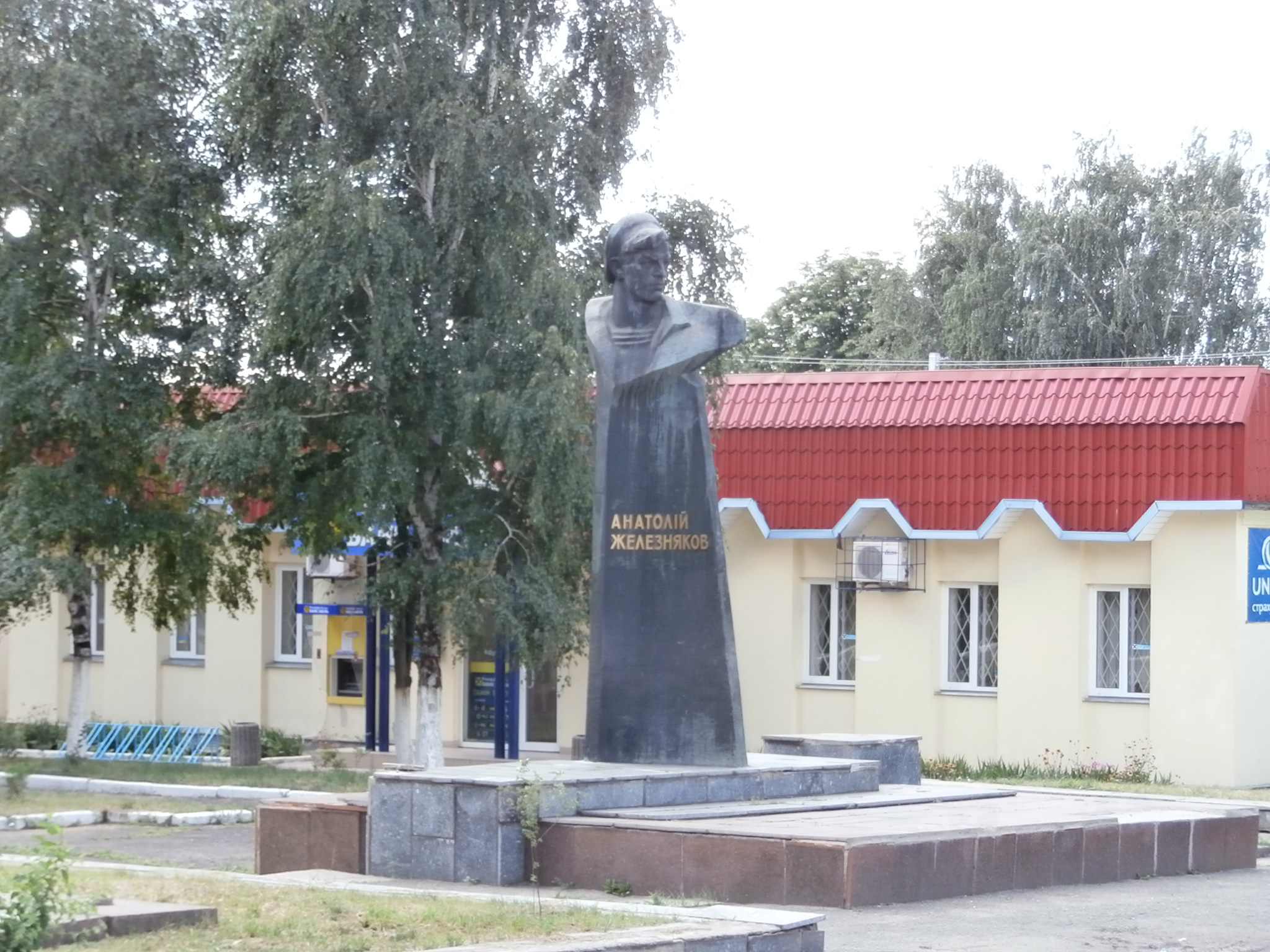
Monumento a los navegantes